# アルフレッド・アガッシュ (画家)
アルフレッド・アガッシュ（Alfred Pierre Joseph Agache、1843年8月29日 - 1915年9月3日）は、フランスの画家である。主に女性をモデルに人物画を描いた。同名の建築家、アルフレッド・アガッシュ(1875-1959)の叔父である。

## 略歴
ベルギーとの国境の街、リールで生まれた。父親は紡績の仕事を営む実業家であった。生涯についてはあまり知られていないが、リールの美術学校(École des beaux-arts de Lille)でアンリ＝ウジェーヌ・プルシャール(Henri-Eugène Pluchart: 1835-1898)やアルフォンス・コラ(1818-1887)に学び、1872年から1874年に1年を超える国外旅行をし、エジプト、インド、日本を旅した。
パリの展覧会に何度も出展し、フランス芸術家協会の会員になった。1885年のパリのサロンで3等のメダルを受賞した。ジェームズ・マクニール・ホイッスラー(1834-1903)と親交があった可能性があり、作品は画家のエメ・モロー(1850-1913)に賞賛された。1893年のシカゴ万国博覧会の展覧会に作品を出展し、金メダルを受賞した。1901年から1905年までフランス国民美術協会の役員を務めた。
1894年から1895年の間はリールの美術館の学芸員主任も委任された。1899年にレジオンドヌール勲章（シュバリエ）を受勲し、1910年にレジオンドヌール勲章（オフィシエ）を受勲した 。 
1915年にウール＝エ＝ロワール県のクール・シュル・ロワール(Cour-sur-Loire)で没した。
アルフレッド・アガッシュの兄弟には、父親の繊維事業を発展させた実業家のエドゥアール・アガシュ(Édouard Agache-Kuhlmann: 1841-1923)と 建築家、アルフレッド・アガッシュ(1875-1959)の父親のオーギュストがいる。

## 作品

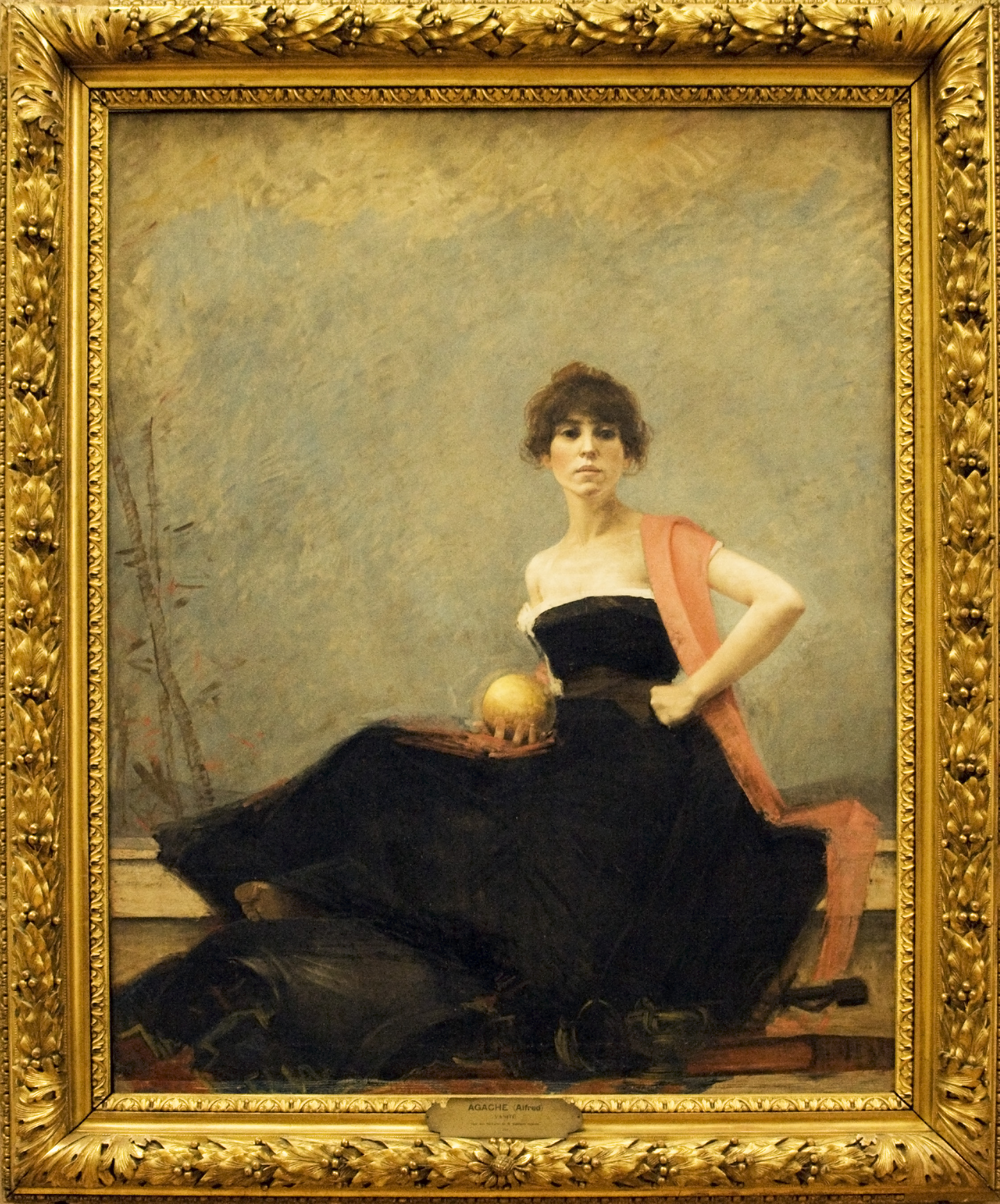
『虚栄(Vanity)』(1885) リール宮殿美術館
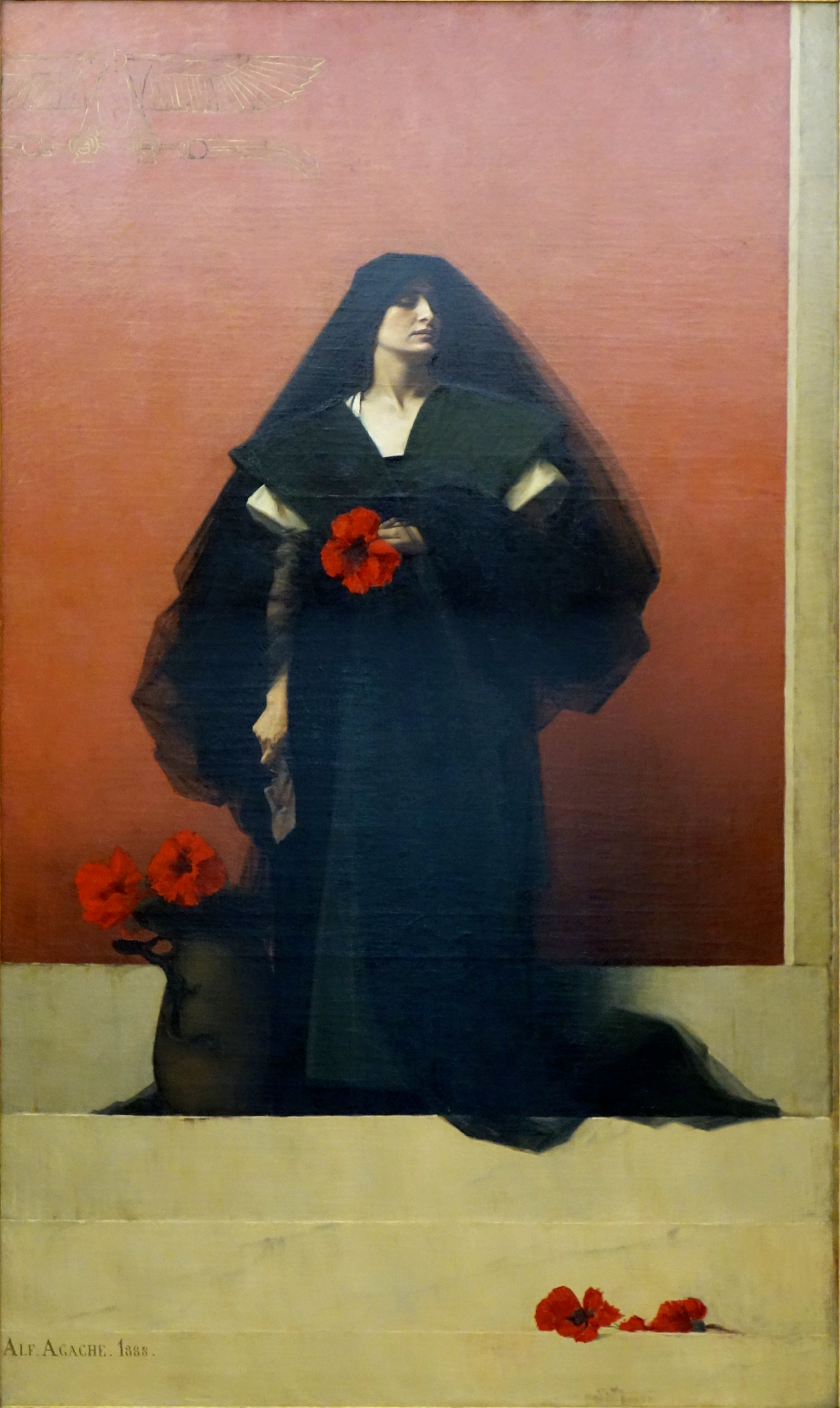
『謎(Enigme)』(1888) ルーアン美術館
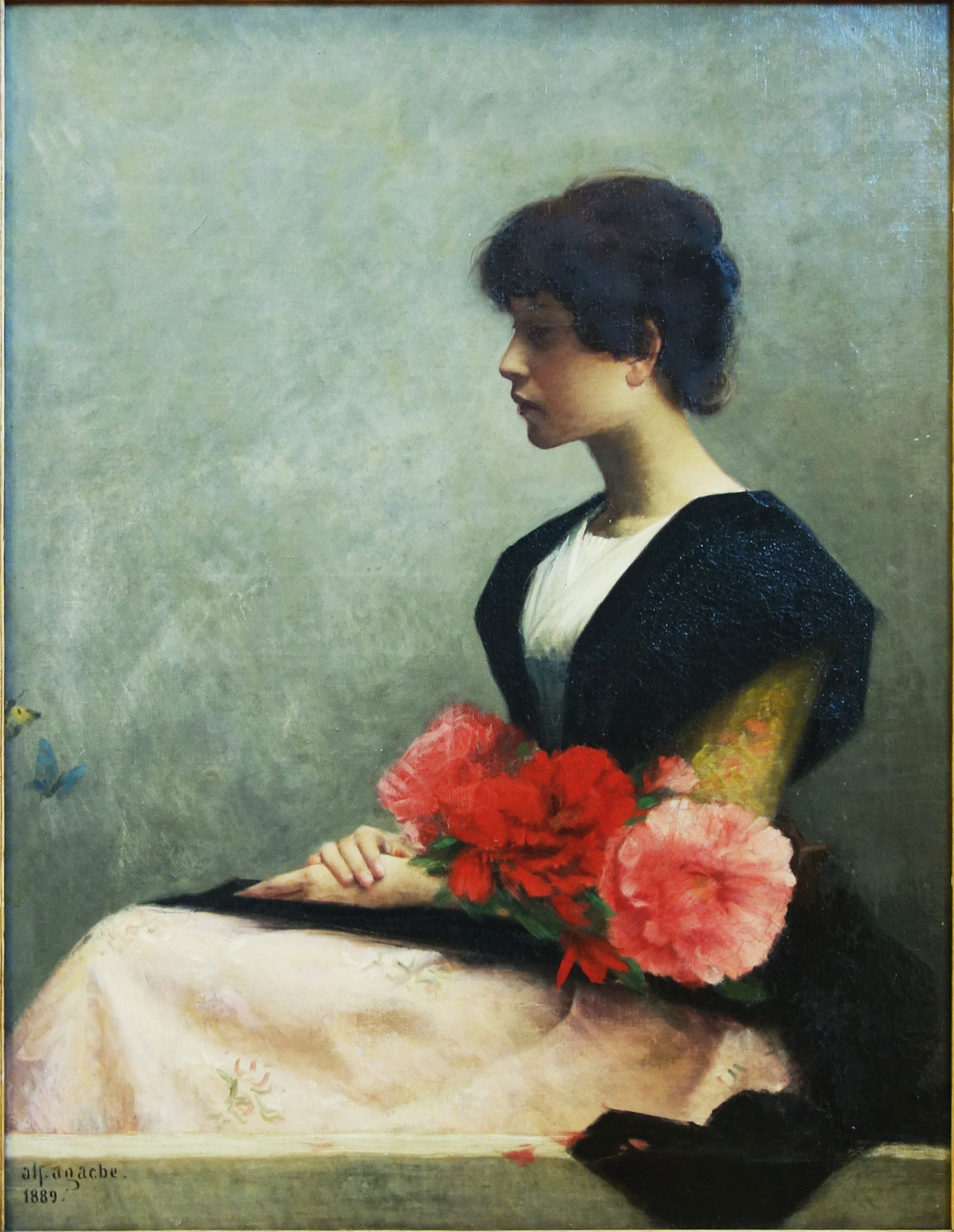
花を抱えて座る若い女性(1889) リール宮殿美術館
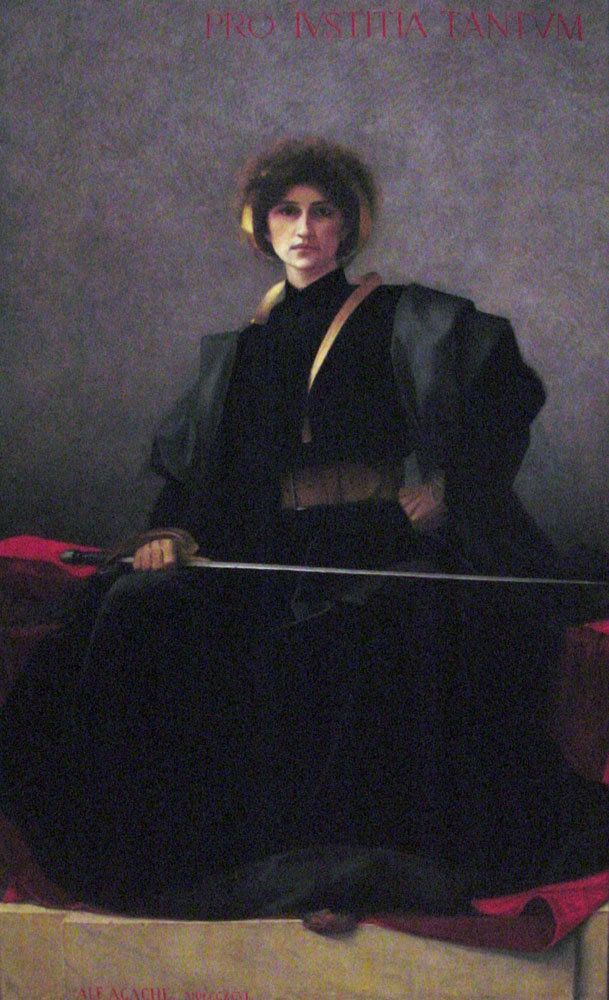
『剣』(1896) アートギャラリー・オブ・オンタリオ